# Leandro Podestá
Leandro Podestá (Buenos Aires, 28 de marzo de 1989) es un exjugador de baloncesto argentino. Con 2,08 metros de altura, actuaba en la posición de pívot. Desarrolló su carrera como profesional mayormente en clubes de la segunda y la tercera categoría del baloncesto profesional de su país, aunque también jugó brevemente en la Liga Nacional de Básquet con la camiseta de Boca Juniors. Representó a la Argentina a nivel internacional en torneos juveniles.

## Trayectoria
Surgido de la cantera de Boca Juniors, debutó allí como profesional en 2007. Luego de ello disputó la temporada 2007-08 del Torneo Nacional de Ascenso con Gimnasia y Esgrima La Plata, club al que había llegado cedido por la institución que lo formó.
Tuvo su chance entre 2008 y 2010 de jugar para Boca Juniors en la Liga Nacional de Básquet, pero sumó pocos minutos en el campo de juego y quedó relegado al banco de suplentes.
A mediados de 2010 volvió al TNA para jugar con Gimnasia y Esgrima Viila del Parque. Tras el descenso de su equipo, en julio de 2011 pasó a Unión de Sunchales, otro club del TNA. Sin embargo allí sólo disputó 18 partidos, siendo cortado del plantel antes de la culminación del campeonato. Podestá terminó la temporada jugando para San Martín de Marcos Juárez.
Luego de ello el pívot pasaría a competir en el Torneo Federal de Básquetbol, la tercera categoría del baloncesto profesional argentino, actuando para diversos equipos como Gimnasia y Esgrima Viila del Parque, Sarmiento de Formosa, Los Indios de Moreno e ICD Pedro Echagüe.
En julio de 2016 regresó al TNA como ficha de Rocamora. Allí jugaría 41 partidos en los que promedió 6,3 puntos y 4,1 rebotes por encuentro.
Tras esa experiencia, volvería a jugar en las categorías menores argentinas hasta anunciar su retiro en mayo de 2020, sosteniendo que tomaba la decisión de no competir más debido a las lesiones que acarreaba.

## Selección nacional
Podestá representó a Argentina en el Campeonato Sudamericano de Baloncesto Sub-16 de 2005.

## Vida privada
Es hijo del escritor Eduardo Podestá.